# SN 1998dm
SN 1998dm – supernowa typu Ia odkryta 4 września 1998 roku w galaktyce M-01-04-44. Jej maksymalna jasność wynosiła 14,70m.